# التعديل الرابع والعشرون لدستور الولايات المتحدة

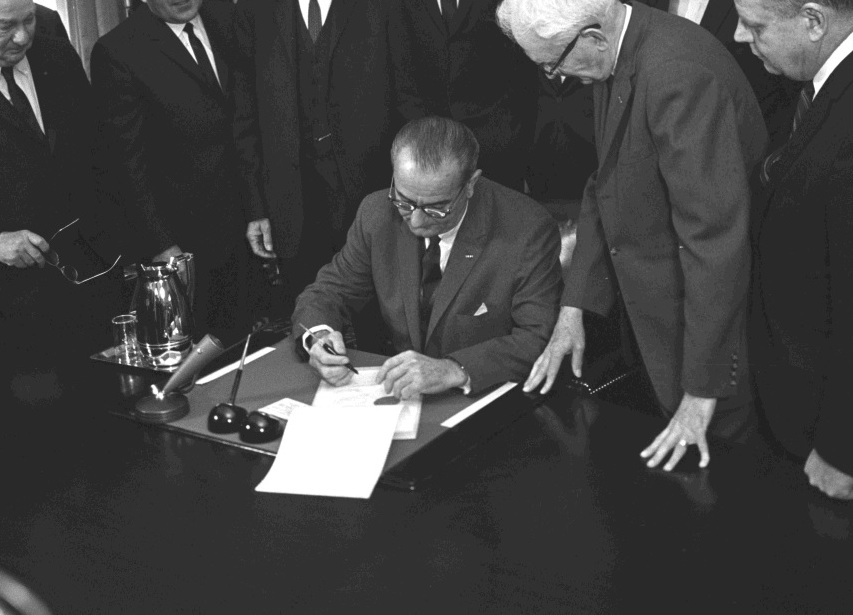
الرئيس ليندون جونسون يوقع التعديل الدستوري على ضريبة الرؤوس.

يحظر التعديل الرابع والعشرون لدستور الولايات المتحدة كلًا من الكونغرس والولايات من الاشتراط في حق التصويت في الانتخابات الفيدرالية بدفع ضريبة الرؤوس أو أنواع أخرى من الضرائب. اقترح الكونغرس التعديل على الولايات في 27 أغسطس عام 1962، وصادقت عليه الولايات في 23 يناير عام 1964.
تبنت الولايات الجنوبية للولايات الكونفدرالية الأمريكية ضرائب الرؤوس في قوانين أواخر القرن التاسع عشر والدساتير الجديدة منذ عام 1890 حتى عام 1908؛ وذلك بعد أن استعاد الحزب الديمقراطي عمومًا السيطرة على المجالس التشريعية للولاية بعد عقود من انتهاء عصر إعادة الإعمار؛ وذلك كإجراء لمنع الأمريكيين الأفارقة والبيض الفقراء في كثير من الأحيان (والنساء أيضًا بعد تمرير التعديل التاسع عشر) من التصويت. اعتبرت المحكمة العليا للولايات المتحدة استخدام الولايات لضرائب الرؤوس دستوريًا في قرار عام 1937 بعنوان بريدلوف ضد سوتلز.
استمرت خمس ولايات في نهج ضريبة الرؤوس عندما صُدِّق على التعديل الرابع والعشرين في عام 1964، وهي: ألاباما، وأركنساس، وميسيسيبي، وتكساس وفيرجينيا. يحظر التعديل فرض ضريبة الرؤوس على الناخبين في الانتخابات الفيدرالية. لم يكن الأمر كذلك حتى عام 1966، وذلك عندما قضت المحكمة العليا الأمريكية، بنسبة 6-3 في قضية هاربر ضد مجلس انتخابات فيرجينيا، بأن ضرائب الرؤوس على أي مستوى من الانتخابات كانت غير دستورية؛ وقالت أيضًا إنها تنتهك بند الحماية المتساوية من التعديل الرابع عشر. استندت المقاضاة اللاحقة المتعلقة بالآثار التمييزية المحتملة لمتطلبات تسجيل الناخبين بشكل عام إلى تطبيق هذا البند.

## خلفية
تبنت الولايات الجنوبية ضريبة الرؤوس كشرط للتصويت، وذلك كجزء من سلسلة من القوانين في أواخر القرن التاسع عشر، والتي هدفت إلى استبعاد الأمريكيين السود من السياسة قدر المستطاع دون انتهاك التعديل الخامس عشر. تطلب هذا عدم اقتصار التصويت على «العرق أو اللون أو حالة العبودية السابقة». طُلب من جميع الناخبين دفع ضريبة الرؤوس، ولكنها أثرت عمليًا بشكل أكبر على الفقراء. أثر هذا بشكل خاص على كل من الأمريكيين الأفارقة والناخبين البيض الفقراء، الذين صوت بعضهم مع المرشحين الشعبويين والاندماجيين في أواخر القرن التاسع عشر، مما أدى إلى إرباك الحكم الديمقراطي بشكل مؤقت. قلل مؤيدو ضريبة الرؤوس من أهمية هذا الجانب، وأكدوا للناخبين البيض أنهم لن يتأثروا. بدأ تمرير ضرائب الرؤوس بشكل جدي في تسعينيات القرن التاسع عشر، إذ أراد الديمقراطيون منع تحالف شعبوي جمهوري آخر. 
استمر الأمريكيون من أصل أفريقي بالفوز بالعديد من المقاعد المحلية، وذلك على الرغم من أعمال العنف والتزوير في الانتخابات. أقرّت جميع الولايات الأحد عشرة في الكونفدرالية السابقة ضريبة الرؤوس بحلول عام 1902، وكان العديد منها ضمن الدساتير الجديدة التي تضمنت أحكامًا أخرى أعاقت تسجيل الناخبين، مثل محو الأمية أو اختبارات الفهم التي يديرها العمال البيض بشكل شخصي. استُخدِمت ضريبة الرؤوس مع وسائل أخرى مثل بنود الجد (البنود القديمة) و«انتخابات البيض التمهيدية» المصممة لاستبعاد السود، وذلك فضلًا عن التهديدات وأعمال العنف، فكان لابد مثلًا من «تقييم» الناخبين المحتملين في أركنساس، وتجاهل السود بشكل تام في التقييم.

همّشت الحكومة الفيدرالية هذا الاستخدام لضريبة الرؤوس تقريبًا منذ عام 1900 حتى عام 1937. ألغت العديد من المبادرات ضرائب الرؤوس خلال هذه الفترة على مستوى الولاية لسببين. يتجسد السبب الأول بتشجيعها للفساد بسبب تمكن الأثرياء ونيتهم في دفع ضرائب الرؤوس للآخرين؛ ويتجسد السبب الثاني في إحباطهم للتصويت الأبيض أكثر مما رغب فيه العديد من السياسيين الشعبويين الجنوبيين. نجت ضريبة الرؤوس من الطعن القانوني في قضية المحكمة العليا لعام 1937 بعنوان بريدلوف ضد سوتلز، والتي أصدرت القرار التالي:
لا يُستمد شرف التصويت من الولايات المتحدة، ولكن تمنحه الولاية، وذلك باستثناء ما يقيده التعديلان الخامس عشر والتاسع عشر وغيرهما من أحكام الدستور الاتحادي، ويجوز للدولة أن تشترط حق التصويت كما تراه مناسبًا.
ظلت القضية بارزة، إذ حُرِم معظم الأمريكيين الأفارقة في الجنوب من حق التصويت. وقف الرئيس فرانكلين دي. روزفلت ضد الضريبة، ووصفها علنًا بأنها «من مخلفات الفترة الثورية» التي مرت بها البلاد. خسر الديمقراطيون الليبراليون المفضلون لدى روزفلت في الجنوب في الانتخابات التمهيدية لعام 1938 أمام الديمقراطيين الجنوبيين المحافظين، فتراجع عن موقفه تجاه هذه القضية، وشعر أنه بحاجة إلى أصوات الديمقراطيين الجنوبيين لتمرير برامج الصفقة الجديدة، ولا يريد المزيد من العداء معهم. استمرت الجهود على مستوى الكونغرس لإلغاء ضريبة الرؤوس. قيدت الكتلة الجنوبية مشروع قانون عام 1939 لإلغاء ضريبة الرؤوس في الانتخابات الفيدرالية، أي المشرِّعون الذين منحتهم فترة ولايتهم الطويلة من منطقة الحزب الواحد الأقدمية وقيادة العديد من رئاسات اللجان المهمة. 
كانت عريضة البراءة قادرة على إرغامهم على النظر في مشروع القانون، وأقر مجلس النواب مشروع القانون رقم 254-84. لم يتمكن مشروع القانون من هزيمة مماطلة أعضاء مجلس الشيوخ الجنوبيين وعدد قليل من الحلفاء الشماليين، الذين قدّروا دعم المقاعد الجنوبية القوية والعليا في مجلس الشيوخ. اقترب مشروع القانون من مرحلة إعادة الاقتراح في العديد من المؤتمرات القادمة. اقترب المشروع من مرحلة التمرير خلال الحرب العالمية الثانية، وذلك عندما صاغ المعارضون الإلغاء كوسيلة لمساعدة الجنود في الخارج على التصويت. رفضت الكتلة الجنوبية الموافقة على إلغاء ضريبة الرؤوس، وذلك بعد معرفة قرار المحكمة العليا في الولايات المتحدة بعنوان سميث ضد أولرايت (1944) بحظر استخدام «انتخابات البيض التمهيدية».
اقترب مجلس الشيوخ من تمرير مشروع القانون في عام 1946. وافق 24 ديموقراطيًا و15 جمهوريًا على إنهاء النقاش، وانضم 7 ديمقراطيين غير جنوبيين و7 جمهوريين إلى جانب 19 ديموقراطيًا جنوبيًا في المعارضة. كانت النتيجة 39-33 صوتًا لصالح مشروع القانون، ولكن التصويت الجماعي لإنهاء المماطلة تطلب أغلبية ثلثي الأصوات التي بلغت 48 صوتًا في ذلك الوقت، فلم يُطرح مشروع القانون للتصويت نتيجة لذلك. اعتبر مؤيدو إلغاء ضريبة الرؤوس تعديلًا دستوريًا بعد هزيمة عام 1946، ولكنهم لم يلاقوا نجاحًا لذلك.
تغير مضمون النقاش في أربعينيات القرن العشرين. حاول السياسيون الجنوبيون إعادة صياغة النقاش كقضية دستورية؛ ولكن المراسلات الخاصة تشير إلى أن حرمان السود من حق التصويت ما يزال مصدر القلق الحقيقي؛ فقال عضو مجلس الشيوخ عن ولاية ميسيسيبي ثيودور بيلبو: «إذا مُرِّر مشروع قانون ضريبة الرؤوس، فستكون الخطوة التالية هي محاولة إزالة مؤهلات التسجيل، أي المؤهلات التعليمية للزنوج. لن يكون لدينا أي وسيلة لمنع الزنوج من التصويت إذا حدث ذلك». فسر هذا الخوف سبب معارضة أعضاء مجلس الشيوخ الجنوبيين من الولايات التي ألغت ضريبة الرؤوس لمشروع القانون، والذين لم يرغبوا في تشكيل سابقة تتمثل في إمكانية الحكومة الفيدرالية من التدخل في انتخابات الولايات.
أنشأ الرئيس هاري إس. ترومان لجنة الرئيس للحقوق المدنية، والتي حققت في قضية ضريبة الرؤوس من بين أمور أخرى. أشارت اللجنة إلى أن التعديل الدستوري يمكن أن يكون أفضل طريقة للمضي قدمًا؛ وذلك بالنظر إلى ادّعاء استناد معارضة لائحة ضريبة الرؤوس الفيدرالية في عام 1948 إلى الدستور. لم يحدث الكثير من الأحداث خلال خمسينيات القرن الماضي. انخفض عدد أعضاء الحركة المناهضة للضرائب خلال فترة الجنون المناهض للشيوعية في تلك الفترة؛ إذ كان بعض المؤيدين الرئيسيين لإلغاء ضريبة الرؤوس، مثل جوزيف غيلدرز وفيتو ماركانتونيو، ماركسيين ملتزمين.
عاد الرئيس جون إف. كينيدي إلى هذه القضية، وحثت إدارته الكونغرس على تبني هذا التعديل وإرساله إلى الولايات للتصديق عليه. اعتبر كينيدي التعديل الدستوري أفضل طريقة لتجنب المماطلة؛ وذلك لأن الادعاء بأن الإلغاء الفيدرالي لضريبة الرؤوس غير دستوريًا سيكون موضع نقاش. عارض بعض الليبراليين عمل كينيدي، وشعروا أن التعديل سيكون بطيئًا جدًا مقارنة بالتشريع. قدم سبيسرد هولند، وهو ديمقراطي محافظ من فلوريدا، التعديل إلى مجلس الشيوخ. عارض هولاند معظم تشريعات الحقوق المدنية خلال مسيرته. حاول هولاند بنفسه منذ دخوله مجلس الشيوخ الأمريكي في عام 1946 حظر ضريبة الرؤوس، ولكنه لم ينجح.
ساعد حصول كينيدي على الدعم في تقسيم المعارضة الجنوبية المتجانسة للتعديل. كان التصديق على التعديل سريعًا نسبيًا، إذ استغرق أكثر من عام بقليل، وصدقت عليه المجالس التشريعية للولايات في جميع أنحاء البلاد منذ أغسطس عام 1962 حتى يناير عام 1964 بشكل سريع.
وصف الرئيس ليندون جونسون التعديل بأنه «انتصار للحرية على القيود» وأنه «تثبيت لحقوق الناس». كانت الدول التي حافظت على ضريبة الرؤوس أكثر تحفظًا. اشتكى المدعي العام في ميسيسيبي، جوزيف تيرنر باترسون، من درجة تعقيد مجموعتين من الناخبين، أولئك الذين دفعوا ضريبة الرؤوس ويمكنهم التصويت في جميع الانتخابات، وأولئك الذين لم يفعلوا ويمكنهم التصويت في الانتخابات الفيدرالية فقط. ما يزال من الممكن أيضًا ردع غير الدافعين للضريبة عبر إجراءات مثل الاضطرار إلى التسجيل قبل الانتخابات بوقت طويل والاحتفاظ بسجلات مثل هذا التسجيل. واصلت بعض الدول أيضًا ممارسة التمييز في تطبيق اختبارات محو الأمية.